# Xtra!
Xtra! fue un periódico homosexual anglófono gratuita disponible cada semana en la ciudad de Toronto, Ontario, Canadá. 

## Historia
Fue fundada en 1984, y la editó Pink Triangle Press, una asociación de tipo no lucrativa torontoniana cuya actividad es la edición y publicación, desde el año 1971, de diferentes títulos de la prensa a la comunidad homosexual.
Hubo diferentes versiones locales de 'Xtra!' 'Que incluye' 'Xtra! West  en Vancouver y  capital Xtra!  En Ottawa. Las últimas ediciones se publicaron en febrero de 2015, pero el sitio web continúa operativo. 